# Vida Marija Čigriejienė
Vida Marija Čigriejienė-Šapokaitė (ur. 4 października 1936 w Olicie) – litewska lekarka i działaczka społeczna, wykładowczyni, posłanka na Sejm Republiki Litewskiej.

## Życiorys
W 1941 została wraz z matką i siostrą wywieziona na Syberię przez okupacyjne władze radzieckie. Po powrocie na Litwę w 1948 uczyła się w szkole średniej w Ucianie, którą ukończyła w 1955. Podjęła studia na wydziale lekarskim Instytutu Medycznego w Kownie, którego absolwentką została w 1961. Naukę kontynuowała w katedrze ginekologii i położnictwa tej samej uczelni. Przebywała na praktykach zawodowych i naukowych w klinikach uniwersyteckich w Szwecji i Francji.
Od 1961 pracowała jako ginekolog i położnik w szpitalach w Kibartach i Wyłkowyszkach. W 1967 podjęła pracę asystentki w katedrze ginekologii i położnictwa Instytutu Medycznego w Kownie, była również zatrudniona w szpitalu klinicznym w Kownie.
W 1972 obroniła dysertację kandydacką na macierzystej uczelni, a dziesięć lat później została docentem. W latach 1989–1990 była wicedyrektorem katedry, a od 1991 do 2001 pełniła funkcję jej dyrektora. W 1999 złożyła pracę habilitacyjną, uzyskując profesurę z pedagogiki. Od 1999 do 2004 zajmowała stanowisko dyrektora wydziału kliniki uniwersyteckiej w Kownie. Wstąpiła do Litewskiego Związku Lekarzy. Jest autorką ponad 300 publikacji z dziedziny nauk medycznych.
W 2004 została jako kandydatka niezależna wybrana do Sejmu Republiki Litewskiej w okręgu jednomandatowym nr 18 Poniemuń. W parlamencie na początku kadencji przystąpiła do frakcji Związku Ojczyzny. Mandat utrzymała w kolejnych wyborach z 2008. 17 listopada tego samego roku otworzyła i prowadziła pierwsze posiedzenie parlamentu nowej kadencji jako tymczasowa jego przewodnicząca. W 2012 również uzyskała poselską reelekcję z ramienia Związku Ojczyzny, pokonując w okręgu jednomandatowym księdza Jonasa Varkalę. Ponownie jako najstarszy wiekiem poseł otworzyła pierwszą sesję nowego Sejmu z 16 listopada 2012. W parlamencie zasiadała do 2016, pod koniec ostatniej swojej kadencji była deputowaną niezależną.